# Ángulo sólido

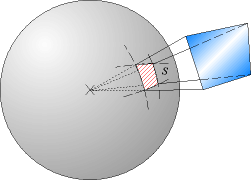
Para calcular el ángulo sólido de una superficie, se proyecta el objeto sobre una esfera de radio conocido.

El ángulo sólido es el ángulo espacial que abarca un objeto visto desde un punto dado, que se corresponde con la zona del espacio limitada por las rectas proyectantes desde el objeto hacia el observador.
Por ejemplo, si la proyección cónica del objeto tiene forma circular, el ángulo espacial corresponde al ángulo sólido de un cono. Si la proyección cónica es un cuadrado el ángulo sólido es el ángulo espacial de una pirámide cuyo vértice es el observador.
La unidad del ángulo sólido en el SI es el estereorradián, cuyo símbolo es sr. Es una magnitud adimensional que se representa con la letra griega Ω.
Para calcular el ángulo sólido bajo el cual se ve un objeto desde un punto, se proyecta el objeto sobre una esfera de radio {\displaystyle \scriptstyle {R}} conocido, centrada en el punto de vista. Si la superficie de la proyección del objeto sobre la esfera es {\displaystyle \scriptstyle {S}}, el ángulo sólido bajo el cual se ve el objeto es, por definición:

{\displaystyle \Omega ={S \over R^{2}}\,}

## Expresiones diferencial e integral

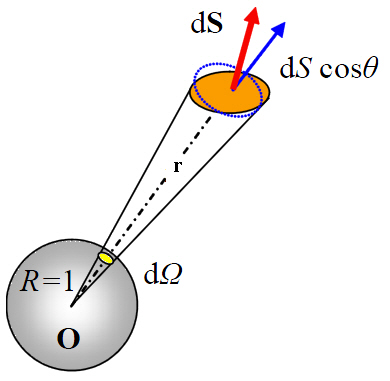
Ángulo sólido.

Consideremos una superficie dS (como se muestra en la figura) y unamos todos los puntos de su contorno con un punto O. De este modo obtendremos una superficie cónica, de vértice en O, que delimitará un área {\displaystyle \scriptstyle d\Omega \,} sobre la superficie de una esfera de radio unidad y centrada en O. Dicha área constituye la medida de ángulo sólido bajo el cual se ve la superficie dS desde el punto O.
Se define el ángulo sólido bajo el cual se ve una superficie desde el punto O como el área de la proyección cónica de dicha superficie sobre una esfera de radio unidad centrada en O.
La unidad de ángulo sólido es el estereorradián (sr), definido como el ángulo sólido que teniendo su vértice en el centro de una esfera, delimita un área en la superficie de la misma igual a la de un cuadrado cuyos lados sean iguales a la longitud del radio.
Por convenio, se dice que el ángulo sólido es positivo si desde el punto O se divisa la cara negativa (cóncava) de la superficie. El ángulo sólido será negativo si desde O se divisa la cara positiva (convexa) de la superficie. De acuerdo con las definiciones anteriores, es fácil comprender que el ángulo sólido bajo el cual se ve una superficie cerrada desde un punto O situado en el interior de la misma vale {\displaystyle \scriptstyle +4\pi \,} sr. Esto es así porque toda la superficie de la esfera de radio unidad, cuya área es {\displaystyle \scriptstyle +4\pi \,}, quedará recubierta al proyectar sobre ella la superficie cerrada que la envuelve.
En cambio, el ángulo sólido bajo el cual se ve una superficie cerrada desde un punto O exterior a la misma es nulo. Esto es así porque desde O vemos la cara positiva (convexa) de la superficie cerrada bajo un ángulo sólido que designaremos por {\displaystyle \scriptstyle -\Omega \,}. Inmediatamente detrás vemos la cara negativa (cóncava) de la superficie, bajo el mismo ángulo sólido, en valor absoluto, que designaremos por {\displaystyle \scriptstyle +\Omega \,}. Obviamente, resulta que {\displaystyle \scriptstyle \Omega _{t}=-\Omega +\Omega \,=0}.
Busquemos ahora la expresión del elemento de ángulo sólido {\displaystyle \scriptstyle \Omega \,} bajo el cual se ve un elemento de superficie dS desde un punto O, como se ilustra en la figura. El producto escalar {\displaystyle \scriptstyle \mathbf {e} _{r}\cdot d\mathbf {S} =dS\cos \theta } representa la proyección del vector dS en la dirección radial er procedente de O y que pasa por el "centro" del elemento de superficie. Dicho de otro modo, {\displaystyle \scriptstyle \mathbf {e} _{r}\cdot d\mathbf {S} } es la proyección del elemento de área dS sobre un plano perpendicular a la dirección de er. Ahora, una simple relación de semejanza entre la componente del área a una distancia {\displaystyle r} y el área subtendida en la esfera unitaria (reconociendo que la superficie de una esfera varía como {\displaystyle r^{2}}), nos permite escribir:

{\displaystyle d\Omega ={\mathbf {e} _{r}\cdot d\mathbf {S}  \over r^{2}}\,}

que constituye la expresión matemática del ángulo sólido elemental. Entonces, el ángulo sólido bajo el cual se ve una superficie finita S desde un punto O será

{\displaystyle \Omega =\int _{S}{\mathbf {e} _{r}\cdot d\mathbf {S}  \over r^{2}}\,}

## Ejemplos

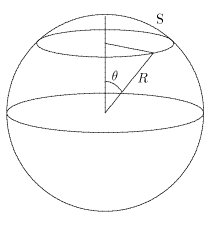
Casquete esférico con ángulo aparente.

El ángulo sólido bajo el cual se ve un objeto depende tanto de las dimensiones del objeto como de la distancia a la que se encuentra del observador. Así, el ángulo sólido bajo el cual se ve una moneda de un céntimo de un euro a 1,80 m, la Luna o el Sol, es muy parecido ({\displaystyle \scriptstyle {\simeq 6\times 10^{-5}}} sr) a pesar de la enorme diferencia de dimensiones.
Una hoja de papel normalizado A4 (210 mm x 297 mm), vista desde un punto centrado situado a 216 mm de la hoja se ve bajo un ángulo sólido de 1 sr, aproximadamente.
El ángulo sólido bajo el cual se ve un casquete esférico cuyo radio se ve bajo un ángulo {\displaystyle \scriptstyle {\theta }} desde el centro de la esfera, es

{\displaystyle \Omega =2\pi (1-\cos \theta )\,}

Desde un diedro rectángulo se ve bajo un ángulo sólido de {\displaystyle \scriptstyle {\pi }} sr (una esquina interior de una habitación).
Desde un ángulo triedro rectangular se ve bajo un ángulo sólido de {\displaystyle \scriptstyle {\pi  \over 2}} sr (una habitación vista del vértice del ángulo triedro formado por una esquina y el techo).
La bóveda celeste abarca medio universo, es decir, un ángulo sólido {\displaystyle \scriptstyle {2\pi }} sr.
Desde cualquier punto en el espacio, el universo abarca un ángulo sólido de {\displaystyle \scriptstyle {4\pi }} sr.